# Pacificothemis
Genre
Pacificothemis est un genre de libellules de la famille des Libellulidae (sous-ordre des Anisoptères, ordre des Odonates). Il ne comprend qu'une seule espèce, Pacificothemis esakii.

## Liste d'espèces
Selon BioLib (29 juin 2023) :
- Pacificothemis esakii Asahina, 1940